# Toixó oriental
El toixó oriental (Melogale orientalis) és una espècie de mamífer de la família dels mustèlids endèmica de Java (Indonèsia). A vegades s'hi inclou una o més de les altres espècies del gènere Melogale com a subespècies.